# Spelaeorchestia koloana
Spelaeorchestia koloana, Kauaʻi cave amphipod hay ʻuku noho ana trong tiếng Hawai là một loài giáp xác nước ngọt duy nhất được tìm thấy ở Hawaii. Nó là loài đặc hữu của các hang động trên Kauaʻi, Hawaii.